# Anja Sicking
Anja Sicking (Den Haag, 1965) is een Nederlands schrijfster.
Sicking studeerde klarinet aan het Koninklijk Conservatorium in Den Haag.
Sicking debuteerde in 2000 bij Uitgeverij Contact met Het Keuriskwartet, waarvoor zij de Marten Toonder/Geertjan Lubberhuizenprijs ontving. In deze korte roman speelt de wereld van de klassieke muziek een centrale rol.
In 2005 verscheen De stomme zonde. Het verhaal van deze historische roman speelt zich rond 1730 af in Amsterdam, waar de als verteller fungerende Anna noodgedwongen een betrekking als dienstbode van de muziekhandelaar De Malapert accepteert, nadat haar ouders bij een brand zijn omgekomen.
De stomme zonde werd genomineerd voor de DIF/BNG Aanmoedigingsprijs 2005 en de International IMPAC Dublin Literary Award 2008. Het boek verscheen ook in het Duits en Engels. In 2009 verscheen Sickings derde boek De tien wetten der verleiding. In 2016 is haar boek Ferrari's in de hemel uitgekomen. In 2022 verscheen De visionair. In die futuristische roman onderzoekt Sicking de ethische dilemma’s die voortkomen uit onze steeds groter wordende afhankelijkheid van artificiële intelligentie. De hoofdpersoon Roemer stelt zich een wereld voor waarin iedereen een slimme bril draagt, zoals Ray-Ban Meta, alleen kun je met zijn bril ook iemands innerlijke leven detecteren.
Anja Sicking is momenteel werkzaam als redacteur bij het literaire tijdschrift Tirade.